# František Dědič (voják)
František Dědič (6. srpna 1890 Louny – 1. října 1941 Praha) byl československý voják a člen ústředního velení Obrany národa.

## Život

### Mládí
Po složení maturity na české vyšší reálce v Lounech v roce 1908 nastoupil na Českou vysokou školu technickou, kde studoval do roku 1911, aniž složil státní zkoušku. 21. května 1911 byl odveden a umístěn do Lembergu (Lvov), kde absolvoval důstojnickou školu. Po odsloužení základní prezenční služby odešel do zálohy.

### První světová válka
1. srpna 1914 byl mobilizován a se svým kmenovým plukem byl odeslán na ruskou frontu I. sv. války. 20. října 1914 byl těžce raněn. Z hospitalizace se vrátil 1. listopadu 1915 a po absolvování několika kurzů (např. kulometného) byl v květnu 1915 odeslán na italskou frontu. 31. července 1916 byl znovu raněn a do října 1916 léčen. Poté byl odvelen na ruskou frontu, kde byl 1. února 1917 znovu raněn. Neléčil se a až do podepsání příměří působil na italské frontě.

### Československá republika
Po návratu do vlasti 17. listopadu 1918 nastoupil do činné služby v československé armádě. Krátce působil jako spojovací důstojník na československém velvyslanectví ve Vídni. Od 11. února 1919 do září 1920 postupně sloužil v Praze, Chomutově, Mukačevě a Kadani. Po absolvování kurzu školy generálního štábu nastoupil 1. listopadu 1921 do hlavního štábu MNO, kde působil do září 1927, přičemž v letech 1922 až 1923 byl posluchačem Válečné školy v Praze.
Od 30. září 1927 do 30. září 1930 působil (již v hodnosti štábního kapitána) na velitelství 4. divize v Hradci Králové, přičemž od 2. listopadu 1928 do 31. srpna 1929 pobýval na polské Válečné škole ve Varšavě. Po absolvování výcviku ve službě vojensko-železniční se 30. září 1931 stal železničním traťovým velitelem v Hradci Králové. V období od 15. září 1933 do 29. září 1934 velel praporu při 4. pěším pluku v Hradci Králové. Od 30. září 1934 do 4. října 1938 působil v různých funkcích na hlavním štábu MNO. Od 5. října 1938 do 25. března 1939 působil jako poradce na Ministerstvu dopravy.

### Po okupaci
Po německé okupaci opustil 25. března 1939 armádu a nastoupil na Ministerstvu dopravy jako oborový rada. Zároveň se podílel na formování Obrany národa na Oblastním velitelství ON - Velká Praha a s pplk. Mašínem se údajně podílel i na přípravě atentátu na K. H. Franka. K jeho dalším povinnostem patřilo zajišťování radiového spojení s gen. Eliášem a s exilovou reprezentací v Londýně. Zajišťoval také kontakt na Politické ústředí a stýkal se řadou vůdčích osobností českého protinacistického odboje. Zároveň vybudoval odbojovou skupinu při ministerstvu železnic, s níž prováděl rozsáhlou zpravodajskou činnost.
Dne 9. září 1941 byl na základě udání zatčen gestapem. 1. října 1941 byl pražským stanným soudem odsouzen k trestu smrti a ještě téhož dne byl v bývalé jízdárně kasáren na Ruzyni rozsudek vykonán.

## In memoriam
Za své zásluhy v odboji byl v roce 1947 povýšen in memoriam do hodnosti plk. gšt. Jeho jméno se nachází na Pomníku padlým a popraveným příslušníkům Vysoké školy válečné v Praze, na pomníku v Ruzyňských kasárnách a na pamětní desce na budově generálního štábu AČR.

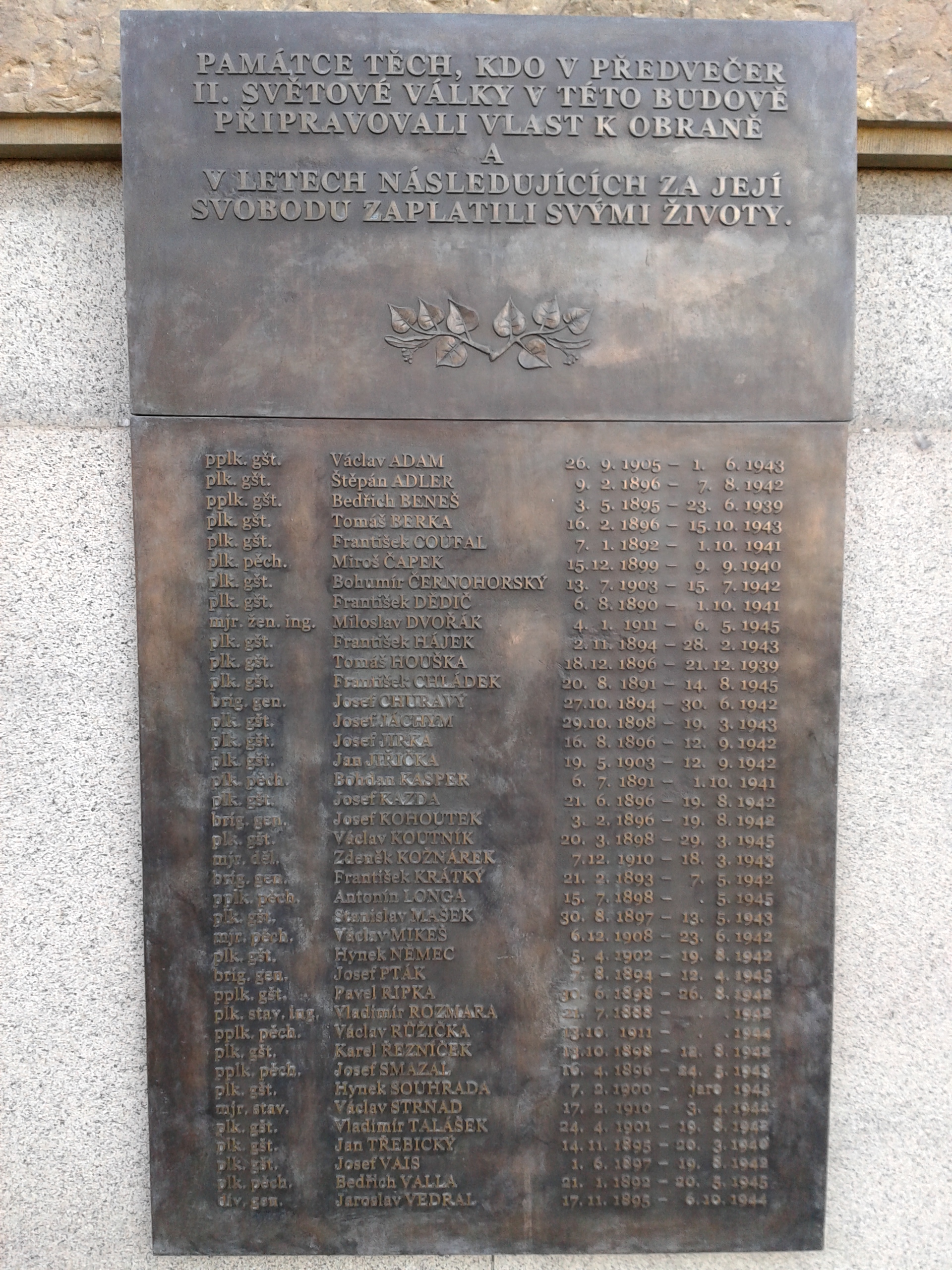
Pamětní deska na budově generálního štábu

## Vyznamenání
- Československý válečný kříž 1914–1918
- Československý řád Sokol s meči
- Československá medaile Vítězství
- Československá revoluční medaile
- Československý válečný kříž 1939